# Porites australiensis
Porites australiensis är en korallart som beskrevs av Vaughan 1918. Porites australiensis ingår i släktet Porites och familjen Poritidae. IUCN kategoriserar arten globalt som livskraftig. Inga underarter finns listade i Catalogue of Life.